# Α-辅肌动蛋白3
α-辅肌动蛋白3是存在于肌原纤维内的一种蛋白质，化学式为：C4539H7184O1376N1296S41其作用是固定不同的肌动蛋白。α-辅肌动蛋白3是由ACTN3基因来表达的。

## 快肌与慢肌
世界上有10亿人缺失α-辅肌动蛋白3，原因是其基因型发生了变异。科学家认为缺失α-辅肌动蛋白3会造成快肌数量减少。所以α-辅肌动蛋白3基因是一个决定爆发力的基因